# Il'ja Poroškin
Il'ja Evgen'evič Poroškin (in russo Илья Евгеньевич Порошкин?; 8 agosto 1995) è un fondista russo.

## Biografia
Attivo in gare FIS dal novembre del 2012, in Coppa del Mondo Poroškin ha esordito il 16 febbraio 2019 a Cogne (60º) e ha ottenuto la prima vittoria, nonché primo podio, l'8 dicembre 2019 a Lillehammer. In carriera non ha preso parte a rassegne olimpiche o iridate.

## Palmarès

### Coppa del Mondo
- Miglior piazzamento in classifica generale: 49º nel 2021
- 1 podio (a squadre):
  - 1 vittoria

#### Coppa del Mondo - vittorie
| Data            | Località    | Nazione  | Spec.                                                           |
| --------------- | ----------- | -------- | --------------------------------------------------------------- |
| 8 dicembre 2019 | Lillehammer | Norvegia | 4x7,5 km (con Ivan Jakimuškin, Evgenij Belov e Sergej Ustjugov) |